# C-141 (航空機)
C-141 スターリフター
アメリカ空軍のC-141
- 用途：軍用輸送
- 分類：輸送機
- 製造者：ロッキード社
- 運用者： アメリカ合衆国（アメリカ空軍）
- 初飛行：1963年12月17日
- 生産数：285機
- 運用開始：1964年10月
- 退役：2006年5月5日
- 運用状況：退役

C-141は、かつてアメリカ空軍が運用していた軍用輸送機。製造会社はロッキード（現在はロッキード・マーティン）である。愛称は「スターリフター(Starlifter)」。

## 概要
1960年11月15日、アメリカ空軍は新型輸送機に関する提案要求書SOR182をまとめ、27tの貨物を搭載して3,500海里(約6,480km)を飛行でき、低空からの物資および空挺部隊の投下が行える機体を要求した。同年12月21日、ボーイング、ダグラス、コンベア、ロッキードの4社に提案要求書が出された。
各社がそれぞれ設計案を提示したが、既にC-130 ハーキュリーズの開発に成功していたロッキードが優位なことは明らかで、1961年3月13日に予想通りロッキード社の設計案が選定され、C-141として採用された。
機体の開発は、地上における輸送・積み込みシステムとの一体化を考慮して行われ、貨物室は463Lマスターパレットシステムに適合したものとして設計された。1961年8月に発注が行われ、量産初号機は1963年12月17日に初飛行した。
1964年10月からアメリカ空軍軍事航空輸送部(MATS)の第443空輸航空団への配備が始まり、1965年4月23日にはベトナム戦争の支援空輸活動に投入され、これが初の実戦投入となった。その後、湾岸戦争の際も空輸活動を行っている。
C-141は後継機としてC-17 グローブマスターIII戦略戦術輸送機の配備が1993年7月から開始されたのに伴い、2004年9月16日に2機のC-141Bが第305空輸航空団から退役し、航空機動軍団から姿を消した。空軍予備役軍団では第445空輸航空団が最後の配備となり、2003年9月26日のイラクでの空輸ミッションがC-141の最後の実働ミッションとなった。2006年4月7日にC-141C(#166)がラストフライトを終え、同年5月5日には1973年にハノイからアメリカ本土へ捕虜を輸送し、ハノイ・タクシーのニックネームを持つC-141C(#177)が国立アメリカ空軍博物館までの記念飛行を実施。これを最後にC-141全機が空軍から退役した。なおアメリカ以外の国での採用、運用実績はない。
C-141Aの民間向けデモンストレーション機・L-300が1機製造されたが、量産は行われず、後にアメリカ航空宇宙局のカイパー空中天文台となっている。

## 機体構成

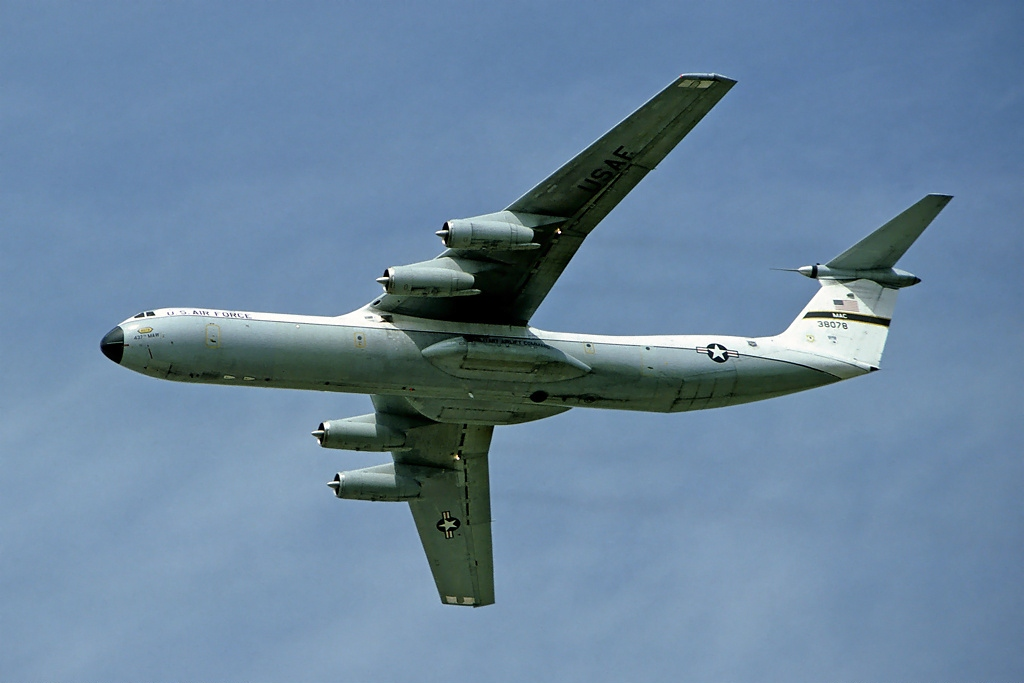
C-141の細長い機体構成。

機体構成は軍用輸送機としては一般的なもので、細長い与圧式の胴体に高翼配置の主翼、4基のP&W製TF33ターボファンエンジンが主翼パイロンに取り付けられている。主翼の後退角は25度、尾翼はT字尾翼で、後部胴体にはランプ付きのクラムシェル型貨物扉を備える。

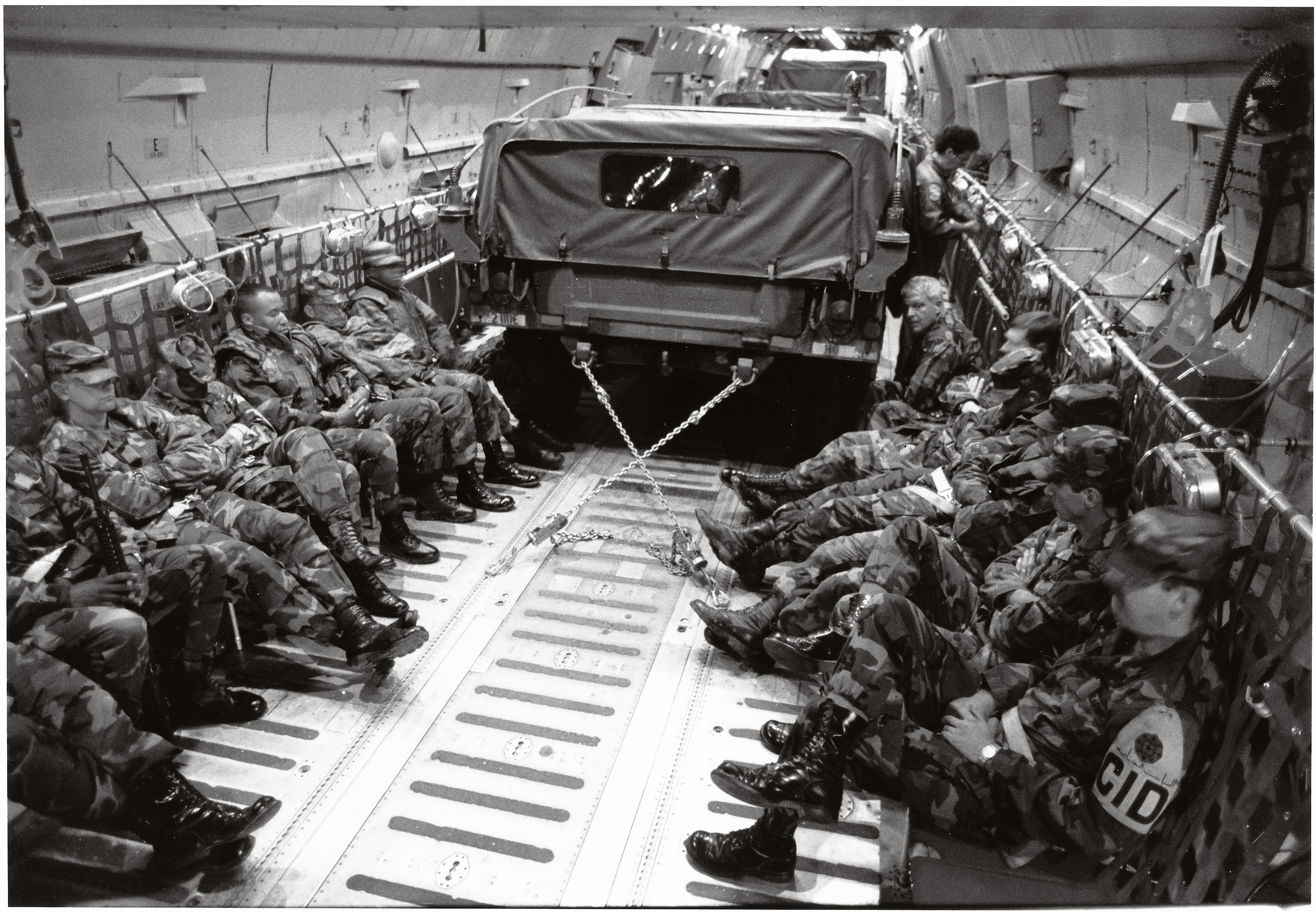
ロサンゼルス暴動への対処のため、C-141で移動する第7歩兵師団の部隊（1992年）

C-141Aは兵員138名または担架80床、463Lパレットなら10枚を搭載できる。ミニットマン大陸間弾道ミサイルの輸送もできることも高評価に結びついた。1969年にC-141Aは284機が生産されて終了し、C-5戦略輸送機の導入が開始されたが、C-141AはC-130とC-5の間を埋める輸送機として、アメリカ空軍の空輸戦力の一翼を担い続けた。ただし貨物室容積の不足という欠点があり、実運用では最大ペイロードに達する前に貨物室が満杯になり、それ以上の積載が不可能になる事態が度々生じた。
それらの欠点の改善と、C-141Aにさらなる能力が求められるようになったことから、C-141Aに大規模な改修を加えることが決定された。改修原型機YC-141Bは1977年3月24日に初飛行し、1982年までに270機のC-141AがC-141Bへと改修された。C-141Bの主な改修点は、胴体を主翼の前後で7.11m延長し、貨物室容積を約30%増加させた。機首部上部にはユニバーサル空中給油受油口を付け、フライング・ブーム式での空中給油を可能にしたなどで、機体寿命の延命と能力向上が図られた。搭載量は兵員205名 (空挺部隊なら168名) または103床に増加、463Lパレットなら13枚となった。なお1994年には、特殊部隊の作戦用にSOLL II(Special Operations Low-Level II) と呼ばれる改修が13機に対して施され、夜間低空飛行のための改修が行われている。

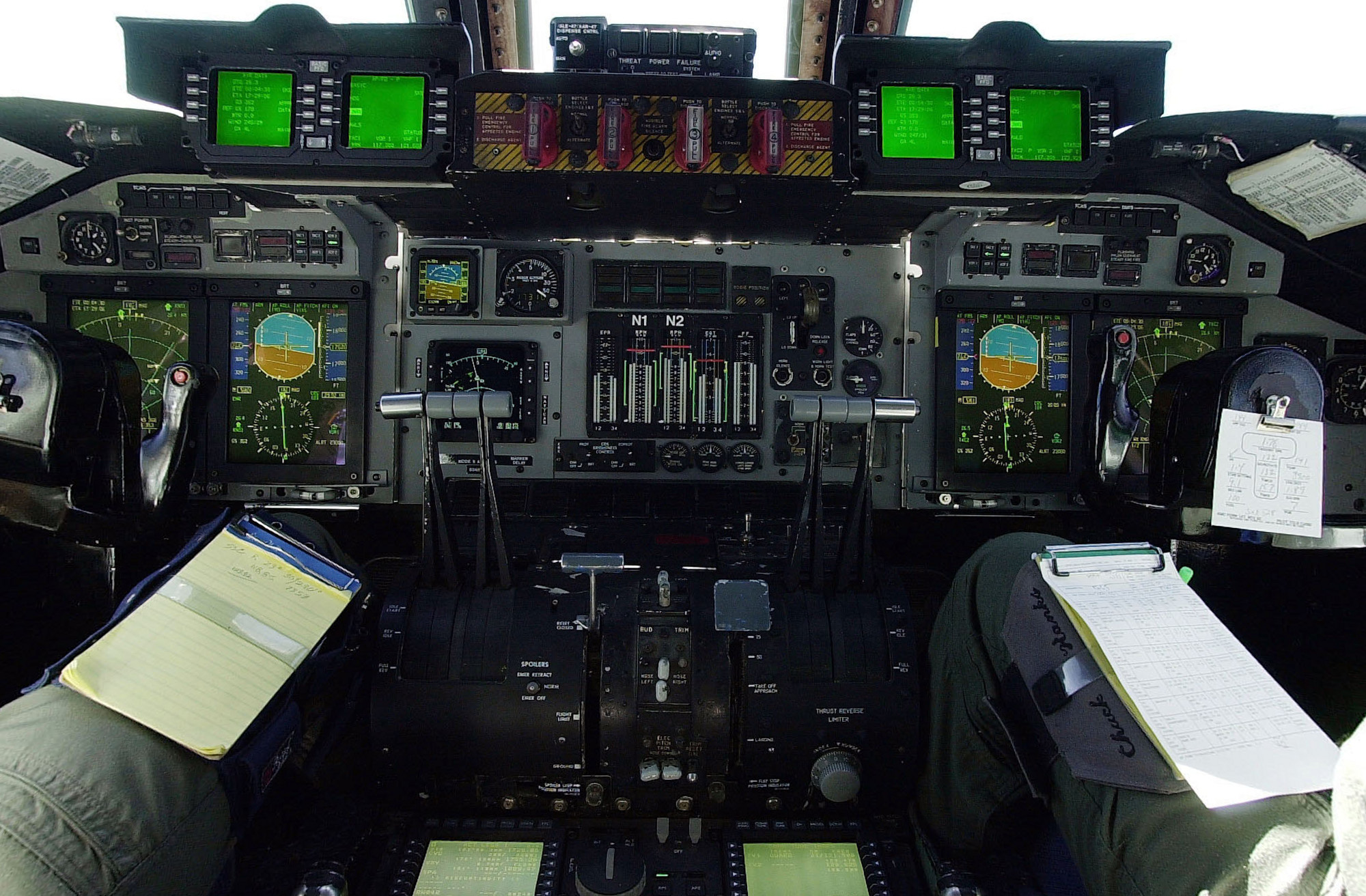
改修されたコックピット

1990年代中盤には、C-141Bに近代化改修を施すことが決定され、1997年から1999年にかけて63機がC-141Cに改修された。C-141Cでは全天候飛行操縦装置、GPS強化航法装置、デジタル式燃料量表示システム、空輸防御システム、Lバンド衛星通信システム、TCASの装備が行われ、コクピットはグラスコックピット化されている。

## バリエーション

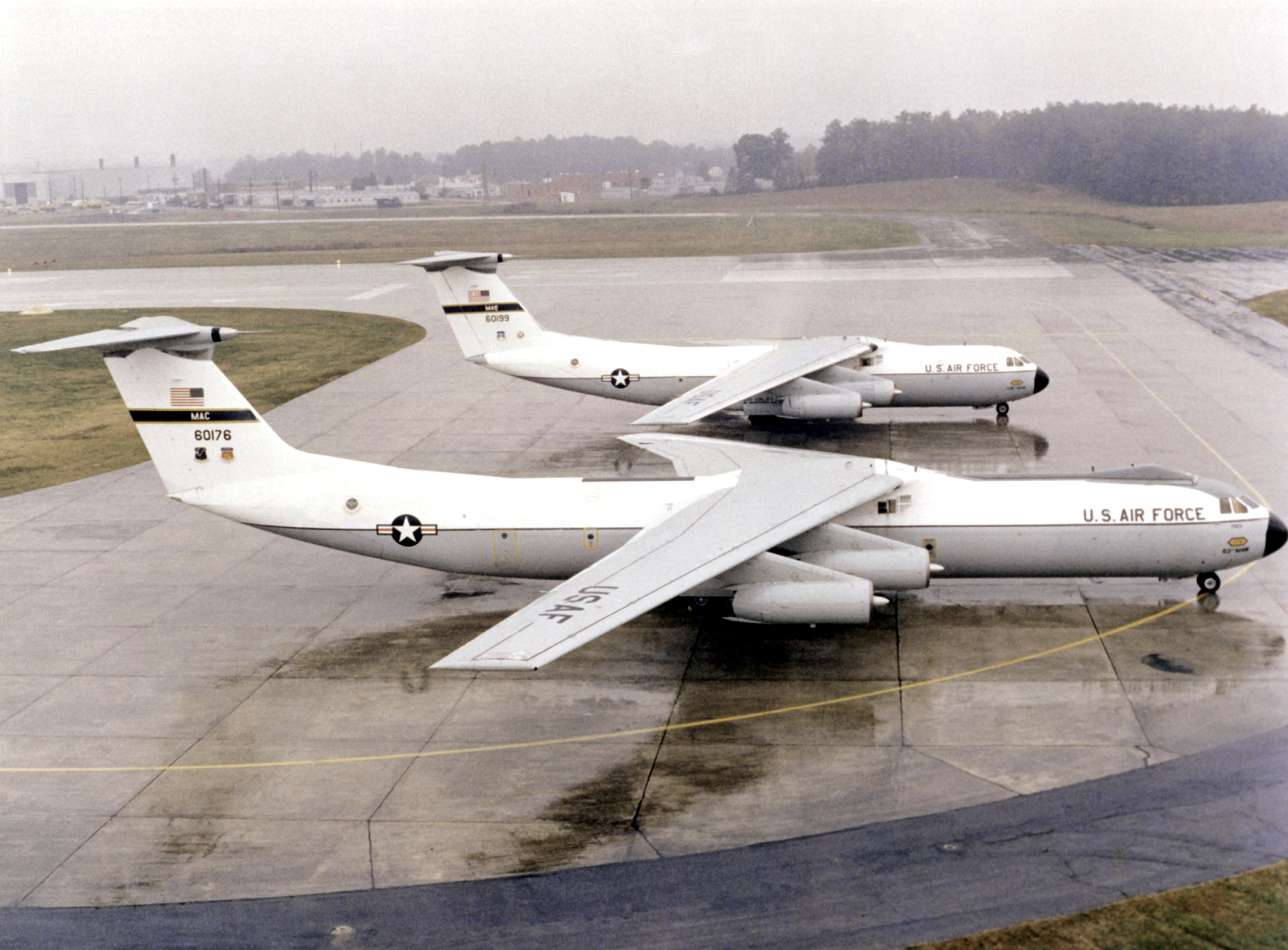
C-141A（後方）とB（手前）

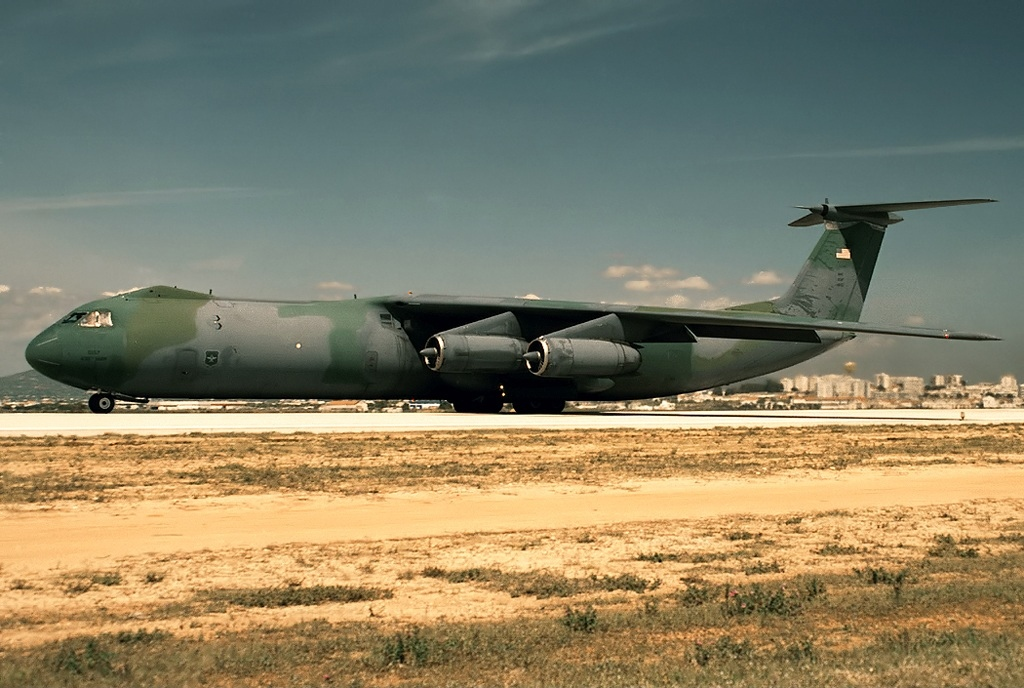
C-141C

C-141A
初期生産型。
YC-141B
B型改修原型機。
C-141B
A型よりの改修。胴体の延長、空中給油装置の追加などを行った。
C-141SOLL II
B型の特殊部隊向け。13機改修。
C-141C
コックピットをデジタル化するなどの近代化改修型。C-17 グローブマスターIII導入までのつなぎとして63機改修。
L-300
民間機型。1機製造。後にNASAのカイパー空中天文台となった。

## 性能諸元(C-141B)
- 全幅:48.74m
- 全長:51.29m
- 全高:11.96m
- 主翼面積:299.9m2
- 空虚重量:67.186t
- 最大離陸重量:146.558t
- 最大ペイロード:41.222t
- プラット・アンド・ホイットニー TF33-P-7ターボファン×4
- エンジン推力:93.41kN
- 最大巡航速度:912km/h(492kt)(高々度)
- 経済巡航速度:430kt
- 海面上昇率:890m/min
- 実用上昇限度:12,496m
- 航続距離:2,550km(最大ペイロード時)/5,550km(フェリー時)
- 乗員:5～7名
- 兵員:205名
- 武装:なし

## 登場作品
『エアフォース・ワン』
ラムシュタイン空軍基地で駐機中、基地内で暴走したテロリストがハイジャックしたエアフォースワン(VC25)が衝突しそうになるが、衝突直前にエアフォースワンが離陸して衝突は免れた。
『戦闘妖精雪風』
OVA版第1話（OPERATION 1）に登場。南極において着陸しようとしていたが、突如としてジャム機の攻撃を受けてゴーアラウンドするも、直後に撃墜される。
『惑星大戦争』
C-141Aが登場。冒頭にて、アメリカから日本へ向かう主人公を輸送する。